# 普雷里村 (堪薩斯州)
普雷里村（英語：Prairie Village）是一個位於美國堪薩斯州約翰遜縣的城市。

## 地方資料
根據2020年美國人口普查的數據，普雷里村的面積為16.11平方千米，當中陸地面積為16.08平方千米，而水域面積為0.03平方千米。當地共有人口22957人，而人口密度為每平方千米1,425.02人。